# Бремениль
Бремени́ль (фр. Bréménil) — коммуна во французском департаменте Мёрт и Мозель региона Лотарингия. Относится к  кантону Бадонвиллер.	

## География

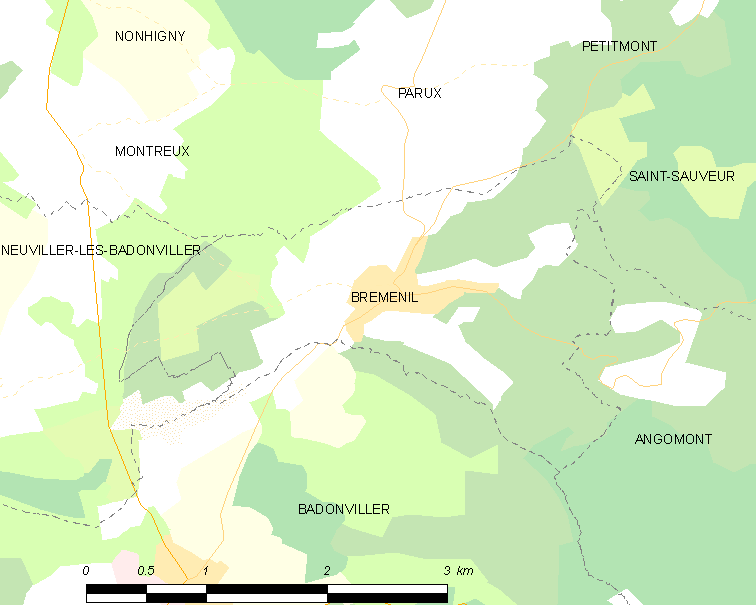
Окрестности коммуны Бремений

Бремениль расположен в 60 км к востоку от Нанси. Соседние коммуны: Парю на севере, Ангомон на юго-востоке, Бадонвиллер на юго-западе, Нёвиллер-ле-Бадонвиллер на западе, Монтрё на северо-западе.

## Демография
Население коммуны на 2010 год составляло 127 человек.
| 1962 | 1968 | 1975 | 1982 | 1990 | 1999 | 2010 |
| ---- | ---- | ---- | ---- | ---- | ---- | ---- |
| 188  | 186  | 176  | 155  | 146  | 143  | 127  |

## Достопримечательности
- Церковь XVIII века.